# 키란 라토드
키란 라토드(Kiran Rathod, 1981년 1월 11일 ~ )는 인도의 배우이다.